# Chloe Sutton
Chloe Elizabeth Sutton (Vandenberg Air Force Base, 3 febbraio 1992) è una nuotatrice statunitense.
Specializzata nelle gare lunghe dello stile libero, sia in vasca che in acque libere, ha partecipato a due edizioni dei Olimpiade, classificandosi 22 esima nella 10 km a Pechino 2008 e decima nei 400m sl a Londra 2012.

## Palmarès
| Anno | Manifestazione           | Sede           | Evento   | Risultato | Prestazione | Note |
| ---- | ------------------------ | -------------- | -------- | --------- | ----------- | ---- |
| 2006 | Campionati panpacifici   | Victoria       | 10 km    | Oro       | 2h04'25"05  |      |
| 2007 | Giochi panamericani      | Rio de Janeiro | 10 km    | Oro       | 2h13'47"6   |      |
| 2008 | Mondiali in acque libere | Siviglia       | 5 km     | Bronzo    | 1h00'09"9   |      |
| 2010 | Campionati panpacifici   | Irvine         | 400m sl  | Oro       | 4'05"19     |      |
| 2010 | Campionati panpacifici   | Irvine         | 800 m sl | Argento   | 8'24"51     |      |
| 2012 | Mondiali in vasca corta  | Istanbul       | 400m sl  | Argento   | 4'01"20     |      |
| 2012 | Mondiali in vasca corta  | Istanbul       | 800 m sl | Bronzo    | 8'15"53     |      |